# بالوما فايث
بالوما فايث (بالإنجليزية: Paloma Faith)‏ وإسمها الكامل بالوما فايث بلومفايلد (بالإنجليزية: Paloma Faith Blomfield)‏ هي مغنية وكاتبة أغاني وممثلة إنجليزية بريطانية ولدت في يوم 21 يوليو 1981 في مدينة لندن عاصمة إنجلترا، تشتهر بنمطها الغريب الأطوار، وفي 2015 فازت بجائزة بريت لأفضل مغنية بريطانية.

## روابط خارجية
- بالوما فايث على موقع IMDb (الإنجليزية)
- بالوما فايث على موقع ألو سيني (الفرنسية)
- بالوما فايث على موقع ميوزك برينز (الإنجليزية)
- بالوما فايث على موقع أول موفي (الإنجليزية)
- بالوما فايث على موقع قاعدة بيانات الأفلام السويدية (السويدية)
- بالوما فايث على موقع أول ميوزيك (الإنجليزية)
- بالوما فايث على موقع ديسكوغز (الإنجليزية)
- بالوما فايث على موقع قاعدة بيانات الفيلم (الإنجليزية)
- بالوما فايث على موقع كينوبويسك (الروسية)